# Mauricio Riffo
Mauricio Segundo Riffo Lillo (La Cruz, Región de Valparaíso; 1 de junio de 1965) es un exfutbolista y entrenador de fútbol, actualmente sin club.
Dirigió en el fútbol joven de San Luis de Quillota, de la Primera B de Chile. Es precisamente con aquel club con el cual ha tenido una mayor identificación y logros, destacando el histórico retorno al profesionalismo de los canarios en 2003, luego de trece años en Tercera División. Además, en el conjunto quillotano, fue jugador durante la década de los noventa, para tras su retiro de la actividad desempeñarse como ayudante técnico (1995 y 1999), director técnico (2003) y  entrenador en el fútbol formativo (2016-2018). A principios de octubre de 2018 vuelve a tomar el mando del primer equipo, tras la renuncia del argentino Diego Osella, en la Fecha 25 del torneo local.

## Clubes

### Como jugador
| Club     | País  | Año  |
| -------- | ----- | ---- |
| San Luis | Chile | 1992 |

### Como entrenador
Datos actualizados al 17 de abril de 2022.
| Club                      | País  | Año       | PJ  | PG  | PE  | PP  | Rendimiento |
| ------------------------- | ----- | --------- | --- | --- | --- | --- | ----------- |
| Municipal Limache         | Chile | 2000-2001 | 72  | 30  | 15  | 25  | 48.61%      |
| San Antonio Unido         | Chile | 2002      | 40  | 18  | 12  | 10  | 55%         |
| San Luis                  | Chile | 2003-2007 | 153 | 64  | 39  | 50  | 50.33%      |
| Magallanes                | Chile | 2008      | 14  | 5   | 3   | 6   | 42.85%      |
| Universidad de Concepción | Chile | 2011      | 11  | 4   | 1   | 6   | 39.39%      |
| Deportes Limache          | Chile | 2013-2015 | 90  | 32  | 23  | 35  | 44.08%      |
| San Luis                  | Chile | 2018      | 6   | 1   | 2   | 3   | 27.78%      |
| Deportes Linares          | Chile | 2020      | 0   | 0   | 0   | 0   | 0%          |
| General Velásquez         | Chile | 2020-2021 | 22  | 8   | 4   | 10  | 42.42%      |
| Deportes Limache          | Chile | 2022      | 5   | 2   | 1   | 2   | 46.67%      |
| Total                     | Total | Total     | 413 | 164 | 100 | 147 | 47.78%      |

## Palmarés
| Título             | Equipo           | País  | Año  |
| ------------------ | ---------------- | ----- | ---- |
| Tercera División   | San Luis         | Chile | 2003 |
| Tercera División B | Deportes Limache | Chile | 2013 |